# Crljenci
Crljenci su naselje u Republici Hrvatskoj u Požeško-slavonskoj županiji, u sastavu općine Brestovac.

## Zemljopis
Crljenci su smješteni oko 13 km sjeverozapadno od Brestovca,  susjedna naselja su Podsreće na sjeveru, Kujnik na zapadu, Sloboština na jugu i Milivojevci na istoku.

## Stanovništvo
Prema popisu stanovništva iz 2011. godine Crljenci su imali 12 stanovnika.
| broj stanovnika | 96    | 109   | 86    | 99    | 118   | 137   | 134   | 162   | 125   | 129   | 124   | 114   | 65    | 50    | 11    | 12    | 4     |
|                 | 1857. | 1869. | 1880. | 1890. | 1900. | 1910. | 1921. | 1931. | 1948. | 1953. | 1961. | 1971. | 1981. | 1991. | 2001. | 2011. | 2021. |